# Francisco Mujika Garmendia
Francisco Mujika Garmendia (alias Pakito; ur. 19 listopada 1953 w Ordizia, Gipuzkoa) - były przywódca  ETA w latach 1989–1992
Został aresztowany w 1992 roku w Bidart wspólnie z dwoma innymi przywódcami ETA i wydany rządowi hiszpańskiemu. W Hiszpanii kilkakrotnie postawiono go przed sądem, uznano winnym planowania i przeprowadzania zamachów terrorystycznych i skazano kolejno na 96, 109, 743, 1128 i 2354 lata więzienia. Obecnie jest osadzony w jednym z hiszpańskich zakładów karnych.